# 12.12: The Day
12.12: The Day (en hangul, 서울의 봄; romanización revisada, Seoul-ui bom; literalmente, «Primavera en Seúl») es una película surcoreana de 2023 escrita y dirigida por Kim Sung-su, y protagonizada por Hwang Jung-min, Jung Woo-sung, Lee Sung-min, Park Hae-joon y Kim Sung-kyun. Se estrenó en su país el 22 de noviembre de 2023. Aunque tiene elementos de ficción, la trama está basada en hechos reales, el golpe de Estado del 12 de diciembre de 1979 que provocó el fin de la Cuarta República de Corea del Sur.

## Trasfondo histórico
La película describe las nueve horas más tensas que cambiaron la historia de la República de Corea el 12 de diciembre de 1979.  Después del asesinato del presidente Park Chung-hee el 26 de octubre de 1979, el gobierno interino de Choi Kyu-ha declaró la ley marcial y nombró al jefe de Estado Mayor del Ejército, Chung Seung-hwa, como comandante de la ley marcial. Posteriormente, fue elegido décimo presidente tras una votación de la Asamblea Nacional. Sin embargo, la tarde del 12 de diciembre de 1979, Chun Doo-hwan, comandante del Comando de Seguridad, se rebeló. Chun fue apoyado en el golpe de Estado y en la posterior consolidación del poder por algunos compañeros de armas, como el general Roh Tae-woo, y por el poderoso club privado de oficiales llamado Hanahoe. 
Tras un nuevo golpe el 17 de mayo de 1980 que sirvió para consolidar su poder, los militares disolvieron la Asamblea Nacional e implantaron una dictadura. El 18 de mayo ciudadanos de Gwangju se rebelaron contra el golpe, pero la sublevación fue sofocada por el ejército a los pocos días en la conocida como masacre de Gwangju.

## Sinopsis
Tras el asesinato del presidente Park, se declara la ley marcial. El comandante de seguridad Chun Doo-gwang y los oficiales que lo siguen dan un golpe de Estado. Lee Tae-shin, un obstinado comandante del Comando de la Guarnición de la Capital que cree que los soldados no deben emprender acciones políticas, lucha contra Chun Doo-gwang. A medida que crece el conflicto entre los dos hombres, los líderes militares posponen sus decisiones y el ministro de Defensa desaparece. En este caos, la primavera en Seúl, que todos anhelan, toma una dirección inesperada.

## Reparto
- Hwang Jung-min como el general de división Chun Doo-gwang (basado en Chun Doo-hwan, quien más tarde se convirtió en el quinto presidente de Corea del Sur).[5][6][7]
- Jung Woo-sung como el general de división Lee Tae-shin (basado en Jang Tae-wan, comandante del Comando de la Guarnición de la Capital).[8][6][9]
- Lee Sung-min como el general Jeong Sang-ho (basado en Jeong Seung-hwa, jefe de Estado Mayor del Ejército).[10][11][12][9]
- Park Hae-joon como el general de división Noh Tae-geon (basado en Roh Tae-woo, compañero y aliado de Chun Doo-hwan que más tarde se convirtió en el sexto presidente de Corea del Sur).[13][9]
- Kim Sung-kyun como el general de brigada Kim Jun-yeop (basado en Kim Jin-ki, el inspector de la policía militar en el cuartel general del ejército).[12][9]
- Kim Eui-sung como Oh Guk-sang (basado en Ro Jae-hyun, vigésimo primer ministro de Defensa Nacional).[14]
- Jung Dong-hwan como el presidente Choi Han-gyu (basado en Choi Kyu-hah, el cuarto presidente de Corea del Sur).
- Ahn Nae-sang como el teniente general Han Young-gu (basado en Hwang Young-si, comandante del 1.er cuerpo que luego fue nombrado jefe de Estado Mayor del Ejército en 1981).[10]
- Choi Byung-mo como el general de brigada Do Hee-cheol (basado en Park Hee-do, comandante de la primera brigada de las fuerzas especiales aerotransportadas).[15][16]
- Park Hoon como el coronel Moon Il-pyeong (basado en Heo Hwa-pyeong, uno de los militares más cercanos de Chun Doo-hwan).[17]
- Lee Jae-yoon como el teniente coronel Lim Hak-ju (basado en Lee Hak-bong, quien investigó a Jeong Seung-hwa durante la revuelta).[18]
- Kim Sung-oh como el general de brigada Kim Chang-se (basado en Choi Se-chang, comandante de la tercera brigada de las fuerzas especiales aerotransportadas).[10]
- Park Won-sang como el teniente general Go Jae-young (basado en Lee Kun-young, comandante del 3.er ejército de campaña).[19]
- Jeon Su-ji como la esposa de Lee Tae-shin.[20]
- Paul Battle como el embajador de Estados Unidos en Corea.
- Hong Seo-jun como Ha Chang-so.
- Ahn Se-ho como Jang Min-gi.[10]
- Woo Mi-wha como la esposa del ministro de Defensa Nacional.[21]
- Jung Hyung-suk como Park Gi-hong (basado en Yoon Heung-gi, comandante de la 9.ª brigada aerotransportada).[19]
- Seo Kwang-jae como el primer ministro.
- Im Chul-hyung como el jefe de la escolta del presidente.
- Kwak Ja-hyeong como el coronel Lee.

### Apariciones especiales
- Jung Man-sik como el general de división Gong Soo-hyuk (basado en Jeong Byeong-ju, comandante del Comando de Fuerzas Especiales del Ejército).[22]
- Jung Hae-in como el mayor Oh Jin-ho (basado en Kim Oh-rang, jefe de personal de Jeong Byeong-ju).[22][23][24]
- Lee Joon-hyuk como el suboficial Kwon Hyung-jin, un oficial de seguridad de Jeong Sang-ho.[23]

## Producción
El filme está basado en hechos reales de los que fue testigo su director, Kim Sung-su, pero utiliza nombres ficticios tras los que se reconocen los personajes reales. Según declaró aquel, «reflexionamos mucho sobre si usar los nombres reales de las personas involucradas en el evento histórico real, pero al final decidimos no hacerlo. Y fue la decisión correcta, porque no soy director de documentales y necesitaba la libertad que surge al ficcionalizar algunos de los detalles». Las tomas de algunas escenas replican fotografías tomadas durante los hechos históricos: el director «quería dar la sensación de las imágenes de un reportero de guerra, siguiendo los eventos como si la cámara estuviera realmente allí mientras suceden». Una preocupación constante de Kim Sung-su durante el rodaje fue la de no representar a los vencedores del golpe como personajes positivos.
El rodaje se prolongó de febrero a julio de 2022, y se llevó a cabo en las ciudades de Gwangyang y Suncheon. El 6 de noviembre de 2023 se lanzaron el cartel principal y el avance de la película. Tres días después se presentó la producción con un pase previo y una conferencia de prensa celebrados en Megabox COEX, en Gagnam-gu, Seúl, a los que asistieron el director Kim Seong-su y los actores Hwang Jeong-min, Jung Woo-sung, Lee Sung-min y Kim Seong-gyun.

### Promoción
Un día antes del estreno se publicó en la revista Esquire una sesión fotográfica de los actores Hwang Jung-min, Jung Woo-sung, Lee Sung-min y Kim Sung-kyun.
Los días 25 y 26 de noviembre, y 2 y 3 de diciembre, el director Kim Seong-soo, y los actores Hwang Jeong-min, Jung Woo-sung, Yoo Seong-ju, Lee Sung-min, Kim Sung-gyun, Kim Eui-sung, Lee Jae-yoon y Park Hoon visitaron los cines de Suwon, Bundang, Pangyo y Wangsimni y subieron al escenario para saludar al público antes de la proyección. Muchos de ellos pidieron disculpas por haber encarnado a personajes negativos.

## Estreno y taquilla
12.12: The Day se estrenó en su país el 22 de noviembre de 2023 en 2463 salas, y constituyó un éxito inmediato de público, al ocupar la primera posición en taquilla en sus primeras dos semanas. En doce días superó los cuatro millones de espectadores y alcanzó su punto de equilibrio financiero. Además, y contrariamente a los esperado, atrajo en particular a los jóvenes, que no habían vivido la época en que suceden los hechos narrados. Entre algunos de ellos se difundió el gesto de medir el ritmo cardíaco durante la visión del filme y divulgarlo en redes sociales para atestiguar el nivel de estrés que provocaba la historia.
La reacción del público llevó a algunos de los protagonistas a pedir disculpas por las acciones de sus personajes. Algunos espectadores mostraron su enojo golpeando y dañando los carteles de algunos de ellos, en particular el de Hwang Jung-min.
Al 4 de diciembre había tenido 4,87 millones de espectadores, que habían dejado una taquilla de 35,6 millones de dólares. Figuraba por este concepto en la tercera posición entre las películas surcoreanas estrenadas en el año, sexta posición si se consideran también las producciones internacionales.

## Crítica
Kim Seong-hyun (YTN) escribe que la película avanza con velocidad pero de forma lineal, de modo que incluso quien no conoce la historia no encontrará dificultades en seguir la trama. Destaca sobre todo las actuaciones: «lo que hace que esta poderosa historia sea aún más convincente son las deslumbrantes actuaciones de los actores», no solo los dos protagonistas sino todo el plantel de primeras figuras que los acompañan. Para Kim, «el director muestra el conflicto entre quienes representan a un grupo de personas que protegen sus principios y creencias y quienes intentan romperlos en aras del deseo y la ambición, brindando al público un sentimiento profundo y persistente que no se puede borrar fácilmente». Concluye señalando algunos defectos: la repetitividad de las escenas de confrontación entre unos y otros, y el carácter unidimensional de los personajes, dado que el contraste entre el bien y el mal es muy claro.